# Luigi Fedele
Luigi Fedele (Sant'Eufemia d'Aspromonte, 29 maggio 1953) è un politico italiano, già presidente del Consiglio regionale della Calabria.

## Biografia
Laureato in medicina all'Università di Messina e specialista in dermatologia, dal 1979 è medico di base e ufficiale sanitario a Sinopoli.

### Attività politica
Eletto consigliere provinciale a Reggio Calabria, intensifica la sua attività politica con l'adesione nel 1994 al nascente movimento di Forza Italia, nelle cui liste è eletto per la prima volta consigliere regionale nel 1995, ricoprendo la carica di capogruppo del partito e, dal 1997, di assessore regionale agli Enti locali, Personale ed Emigrazione nella Giunta guidata da Giuseppe Nisticò, e di assessore regionale al Turismo nella Giunta guidata da Battista Caligiuri.
Nel 2000 viene rieletto consigliere regionale per la lista di Forza Italia: in un primo momento è riconfermato capogruppo, mentre nella seduta del 20 luglio 2001 viene eletto Presidente del Consiglio regionale della Calabria, carica che svolgerà fino al termine della legislatura.
Nel 2005 è riconfermato per la terza volta in Consiglio regionale, ma lascia la carica all'indomani delle elezioni politiche del 2006 quando viene eletto alla Camera dei deputati per Forza Italia, dove è membro della Commissione Attività Produttive, Commercio e Turismo e della Commissione parlamentare d'inchiesta sul ciclo dei rifiuti e sulle attività illecite ad esso connesse. Nel 2008, ricandidato alla Camera, al 14º posto della lista del Popolo della Libertà in Calabria, non viene eletto.
Nel 2010 si candida al Consiglio regionale della Calabria, tra le file del Popolo della Libertà in provincia di Reggio Calabria, a sostegno di Giuseppe Scopelliti Presidente, verrà eletto. Dal 2010 al 2012 è Capogruppo del Popolo della libertà in Consiglio regionale, il 18 aprile 2012 è nominato dal Presidente della regione Calabria Giuseppe Scopelliti Assessore regionale con delega ai trasporti, ai rapporti con il consiglio regionale, alle politiche euromediterrannee e all'internazionalizzazione.
Il 16 novembre 2013, alla sospensione delle attività del Popolo della Libertà, aderisce al Nuovo Centrodestra guidato da Angelino Alfano.
Alle elezioni regionali in Calabria del 2014 si ricandida in Consiglio regionale nella lista del Nuovo Centrodestra, ma non viene rieletto.
Il 18 marzo 2017, con lo scioglimento del Nuovo Centrodestra, aderisce ad IDeA, il movimento politico di centro-destra di Gaetano Quagliariello.
Alle politiche del 2018 è candidato alla Camera, nella circoscrizione Calabria, come capolista di Noi con l'Italia-UDC nel collegio plurinominale Calabria - 02, ma non viene eletto perché la lista non supera lo sbarramento nazionale.
Il 20 luglio 2018 lascia IDeA e aderisce all'Unione di Centro, divenendone Vicesegretario regionale per la Calabria.

## Vicende giudiziarie
Come Presidente del Consiglio regionale nella legislatura 2000-2005, è stato condannato dalla Corte dei Conti a risarcire l'erario perché risultava inserito l'acquisto di gadgets natalizi da distribuire ai consiglieri (penne e agende firmate) tra le spese di rappresentanza del Presidente del Consiglio regionale. La Corte ha ritenuto responsabili, per un quinto ciascuno dell'ammontare, Luigi Fedele e i membri dell'Ufficio di presidenza.
Il 26 giugno 2015 la procura di Reggio Calabria viene arrestato ai domiciliari con l'accusa di falso e peculato nell'inchiesta Rimborsopoli quando era consigliere regionale della Calabria. In sostanza, secondo gli inquirenti, il consigliere calabrese avrebbe utilizzato soldi pubblici per scopi personali: pasti, regali, televisori, viaggi e iPad. Tutto, naturalmente, rimborsato dalla Regione. Nell'inchiesta della Procura di Reggio, sono indagati e arrestati politici calabresi di destra e di sinistra tra consiglieri e assessori della passata Giunta di centrodestra presieduta da Giuseppe Scopelliti e la giunta di centrosinistra presieduta da Mario Oliverio. Tra i 27 indagati molti sono destinatari di provvedimenti di sequestro di beni per un ammontare complessivo di 2,5 milioni di euro mentre misure cautelati domiciliari sono state richieste per l'Assessore regionale alle Infrastrutture della Giunta Oliverio Nino De Gaetano (PD) e il Senatore Giovanni Bilardi di Ncd, ex capogruppo della Lista Scopelliti, per cui è stato chiesto l'autorizzazione in Senato. Gli ex consiglieri colpiti invece da divieto di dimora sono invece Nicola Adamo (ex vicepresidente della Giunta Loiero ed ex capogruppo del PD), Alfonso Dattolo (ex assessore regionale all'Urbanistica della Giunta Scoppelliti, Udc), Giovanni Nucera (PdL) e Pasquale Tripodi (Udc, adesso Centro democratico). Indagati semplicemente però risultano anche il Presidente del Consiglio regionale della Calabria Antonio Scalzo e tutti gli attuali Assessori regionali dell'intera Giunta Oliverio (PD) tra cui il Vicepresidente della Regione Vincenzo Ciconte e dell'Assessore regionale al Lavoro Carlo Giccione, tutti in quota al Pd. Dopo lo scandalo il Presidente della Regione Mario Oliverio del PD, ha azzerato tutta la Giunta per nominarne una fatta solo di tecnici e professori universitari.